# حديقة منزلية

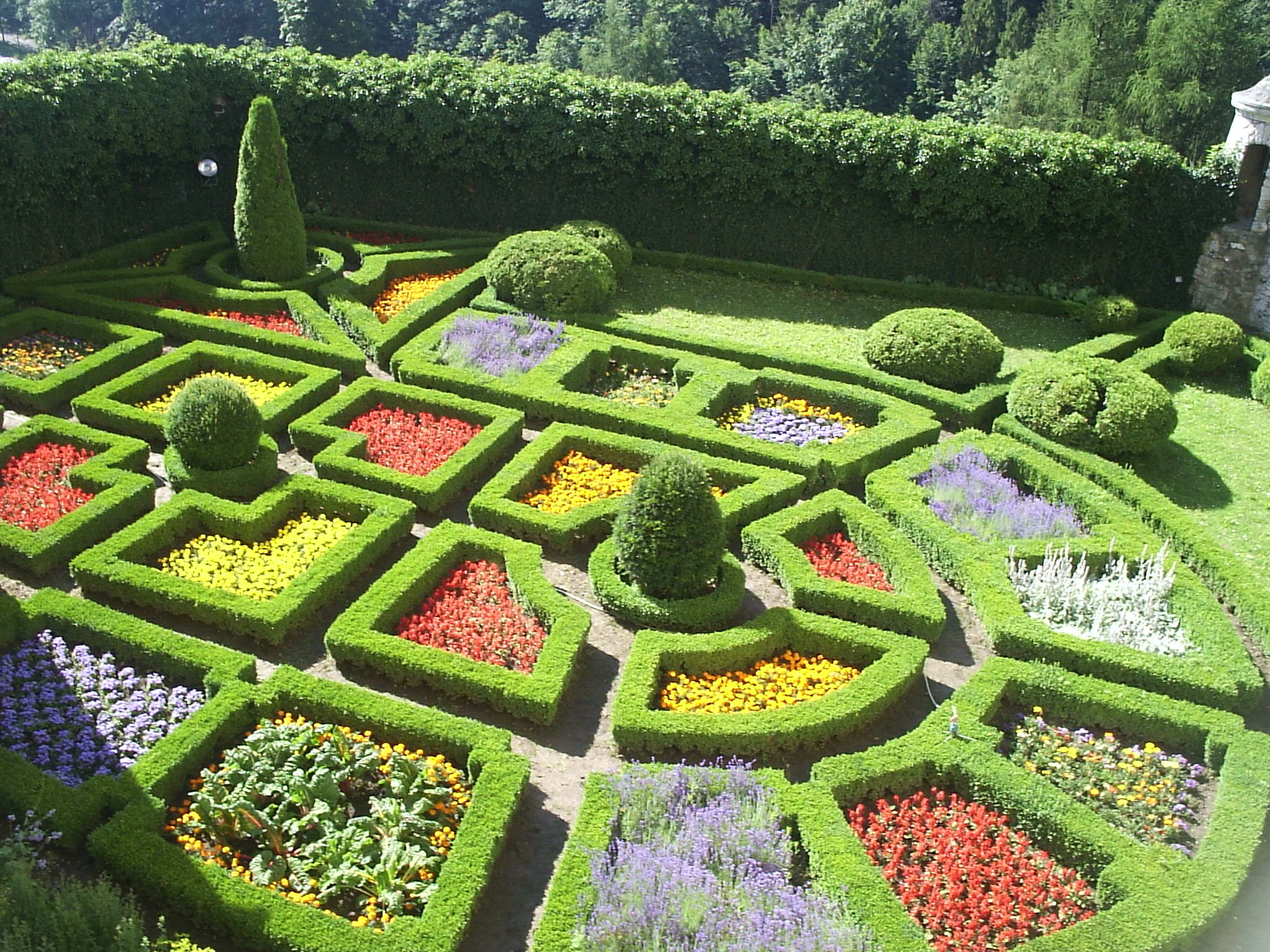
أحد حدائق عصر النهضة في بولندا

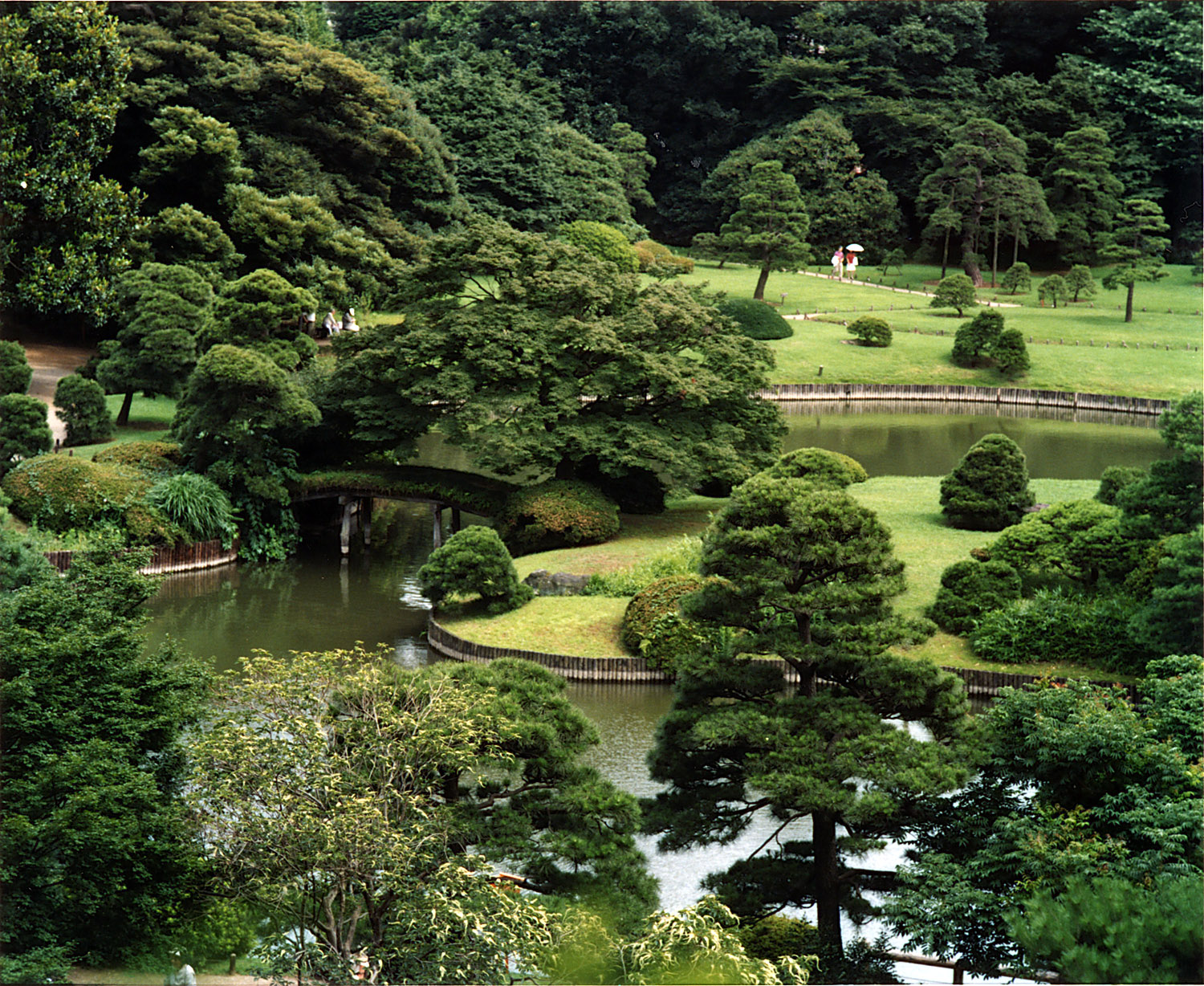
حديقة يابانية

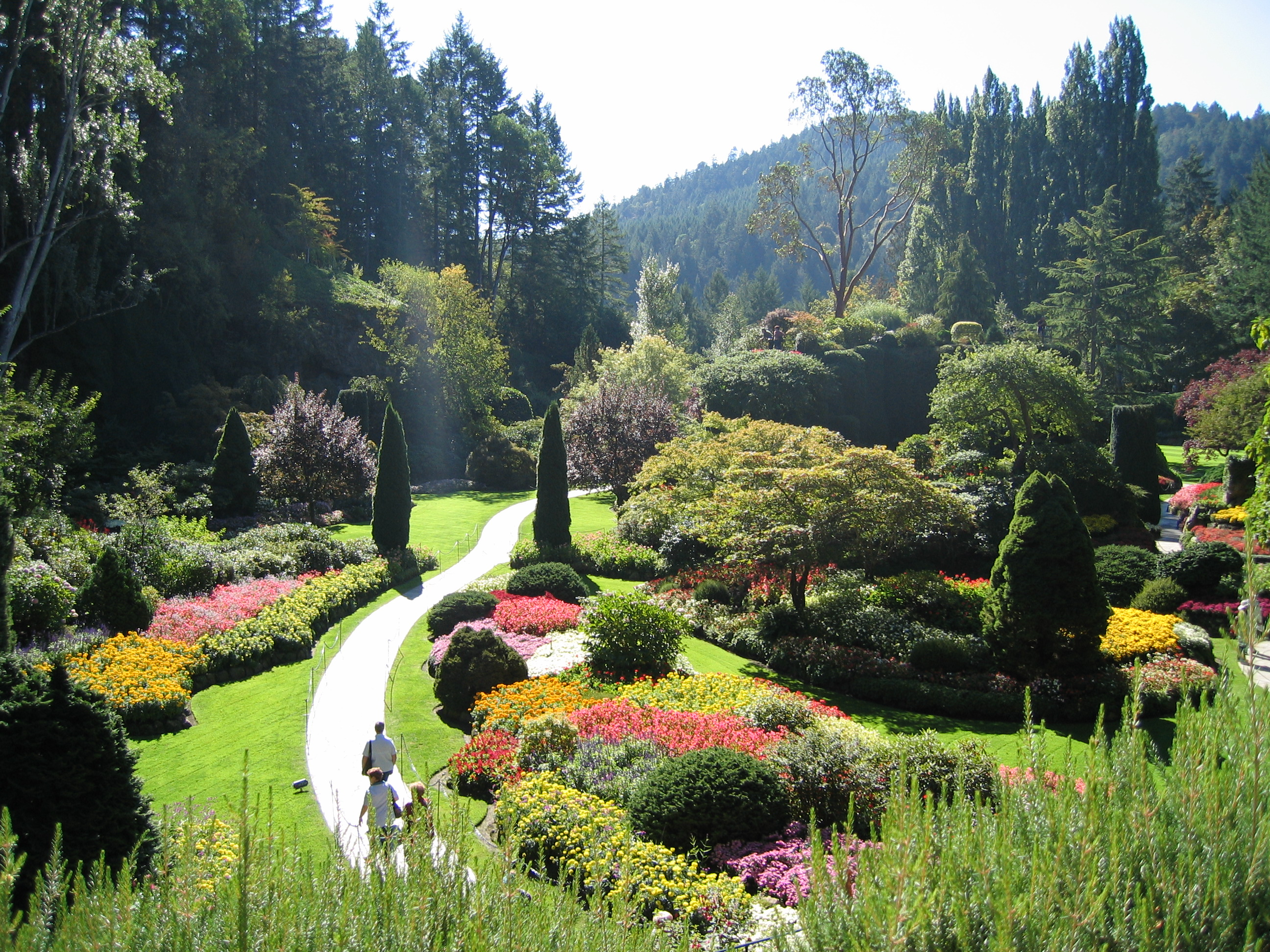
حدائق بوتجارت في مدينة فيكتوريا في كولومبيا البريطانية

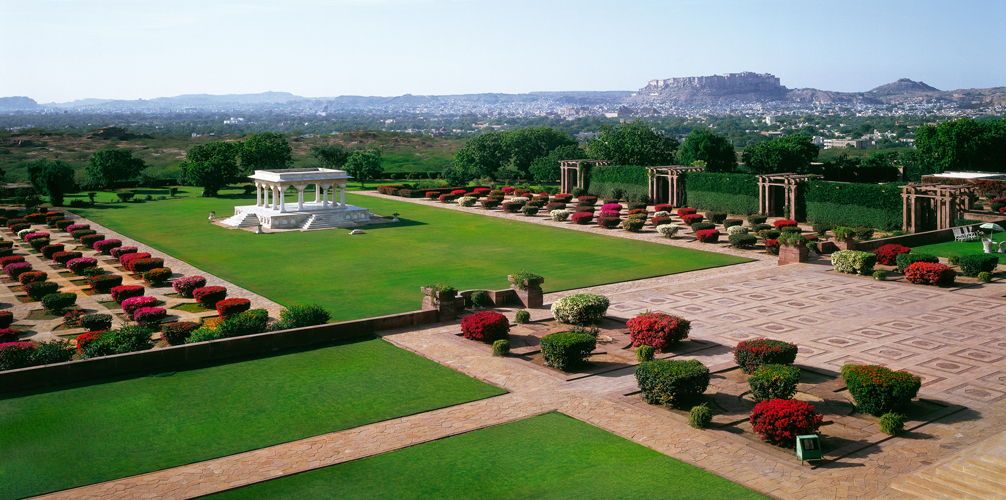
حديقة خلفية في قصر أوميد بهوان في مدينة جودبور في الهند

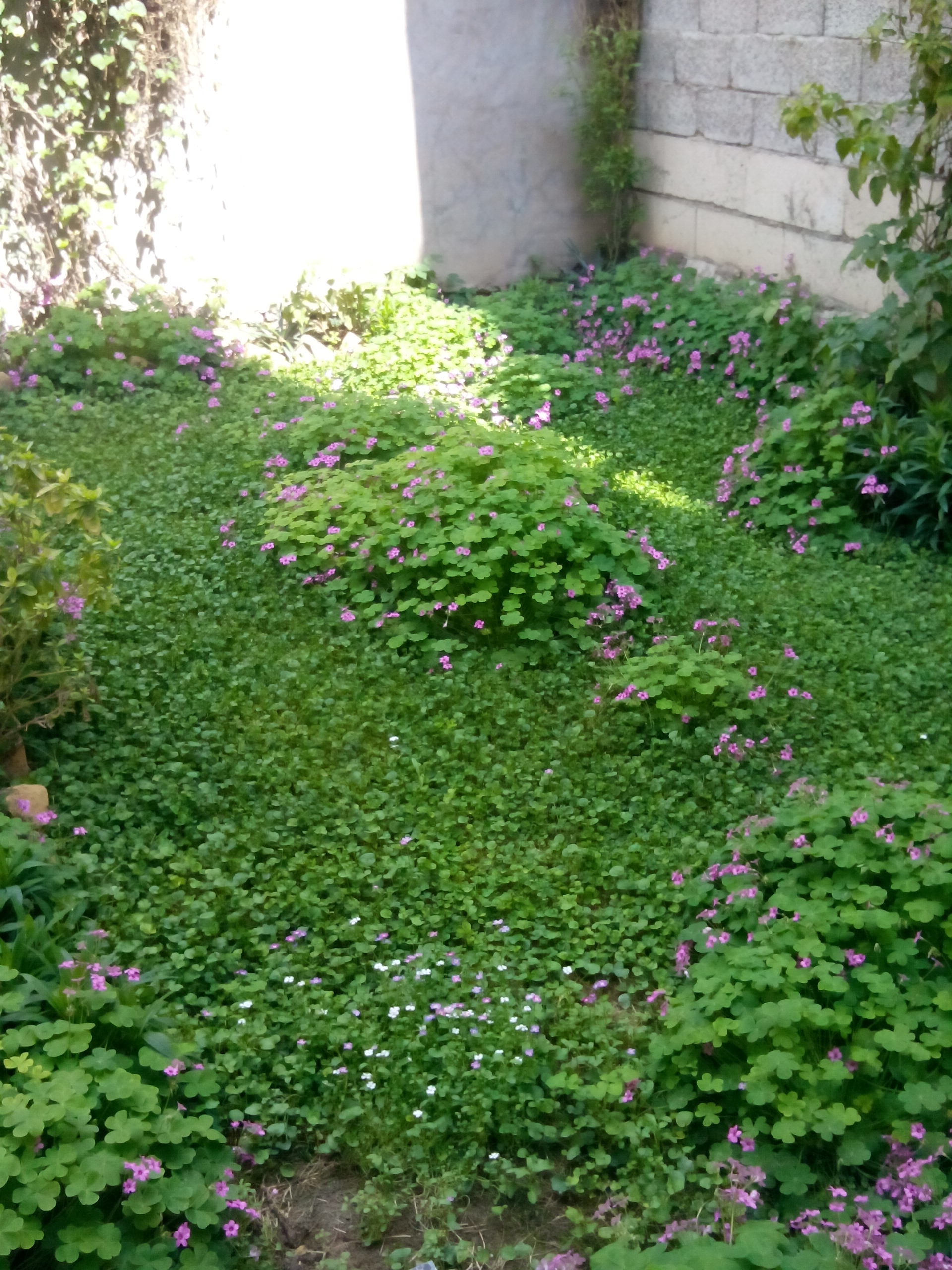
حديقة منزلية

الحديقة المنزلية هي مساحة مخطط لها في الهواء الطلق وضعت للعرض والزراعة والاستمتاع بالنباتات وغيرها من أشكال الطبيعة.
يمكن أن تتضمن الحديقة كلا العنصرين الطبيعي والمواد الصناعية التي من صنع الإنسان. الشكل الأكثر شيوعاً هو ما يعرف اليوم باسم حديقة سكنية ولكن مصطلح حديقة بمفهومهِ التقليدي هو أكثر عمومية وشمولية.
حدائق الحيوان والتي تعرض الحيوانات البرية في الظروف الطبيعية المحاكية للأماكن التي جاءت منها تلك الحيوانات هي نوع قديم من أنواع الحدائق.
الحدائق الغربية تكاد تكون قائمة فقط على النباتات.

## عناصر الحديقة

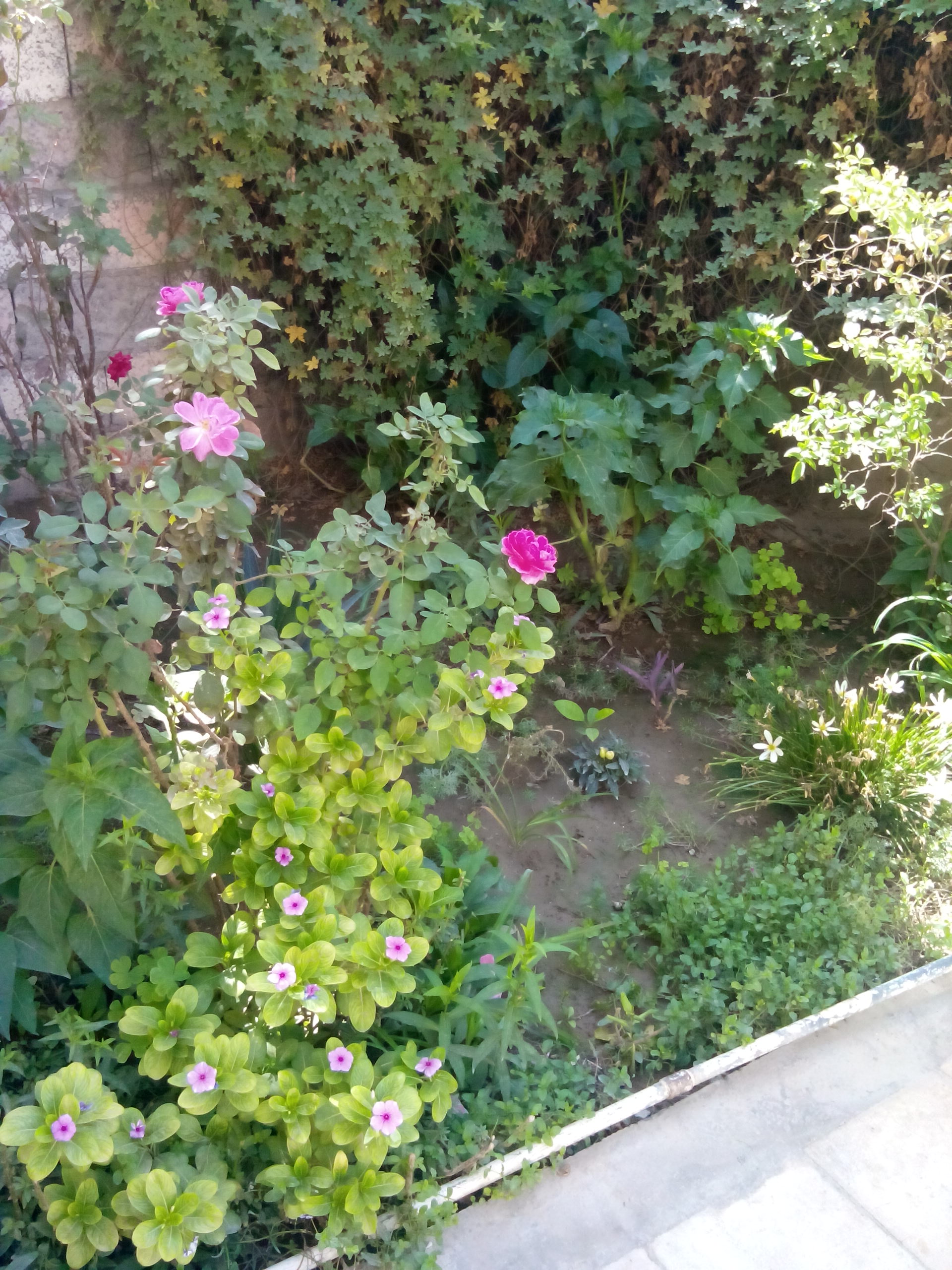
أزهار في حديقة المنزل

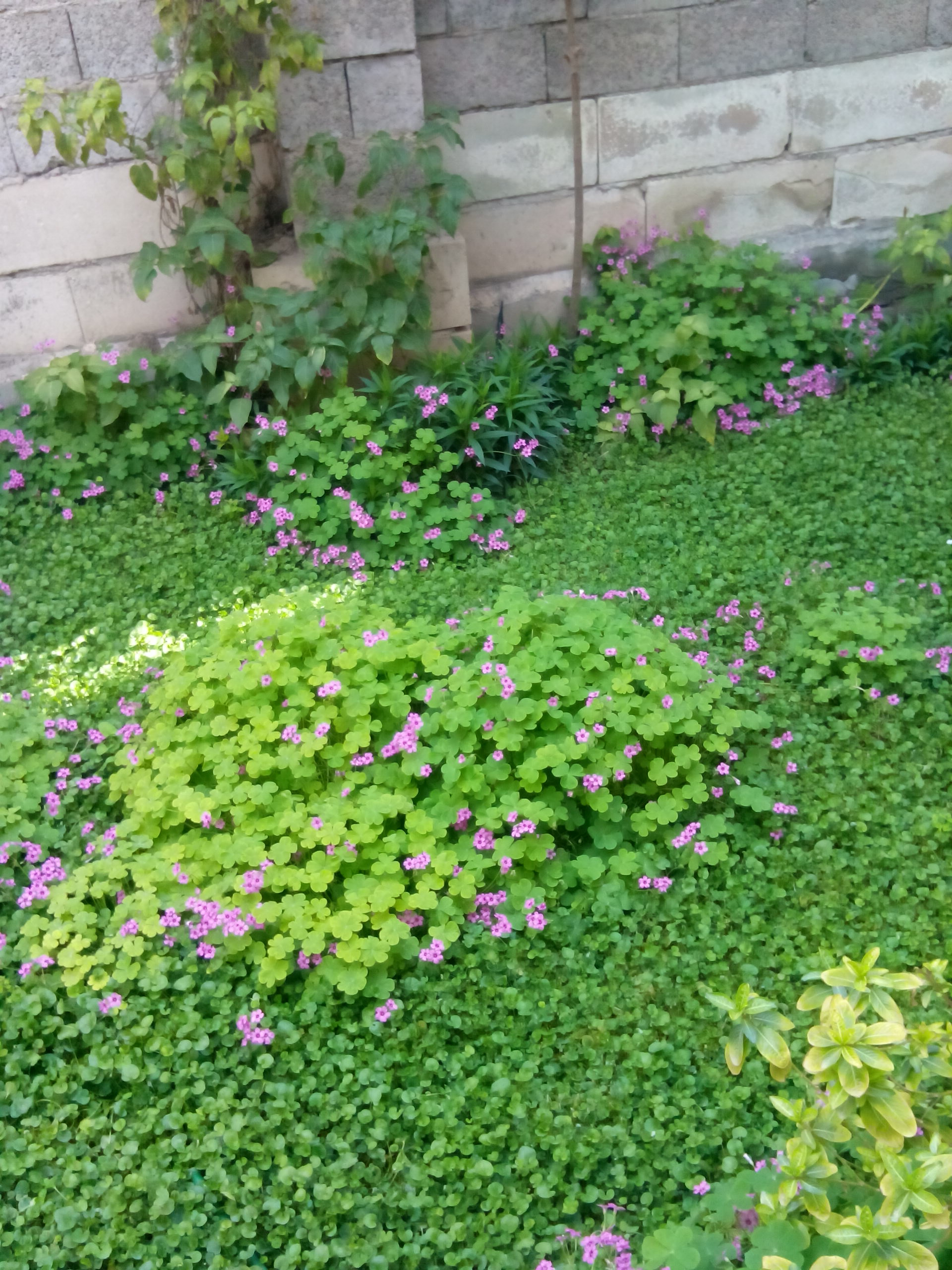
أزهار في الحديقة

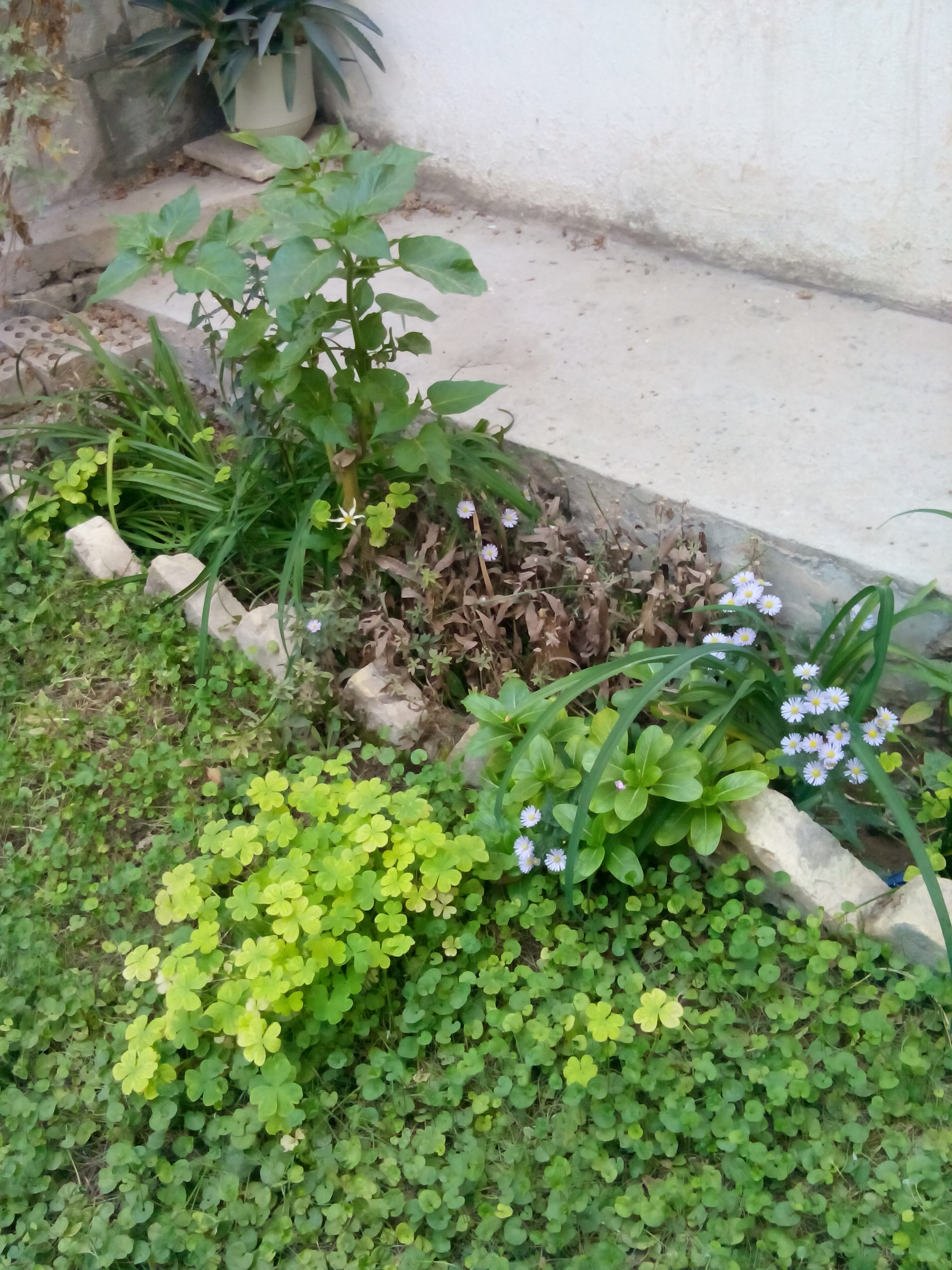
جزء من حديقة منزلية بسيطة

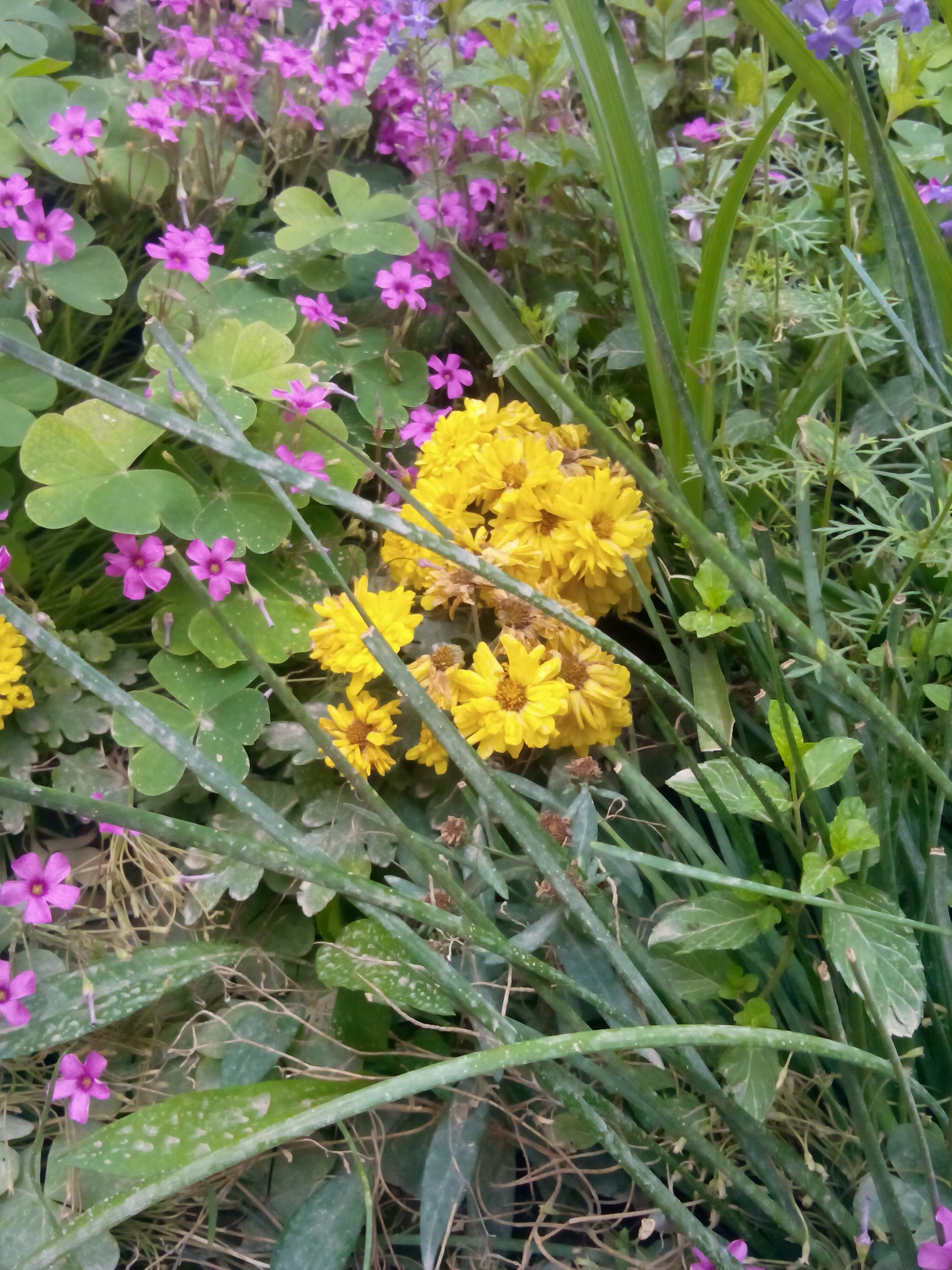
أزهار في حديقة منزلية في بغداد

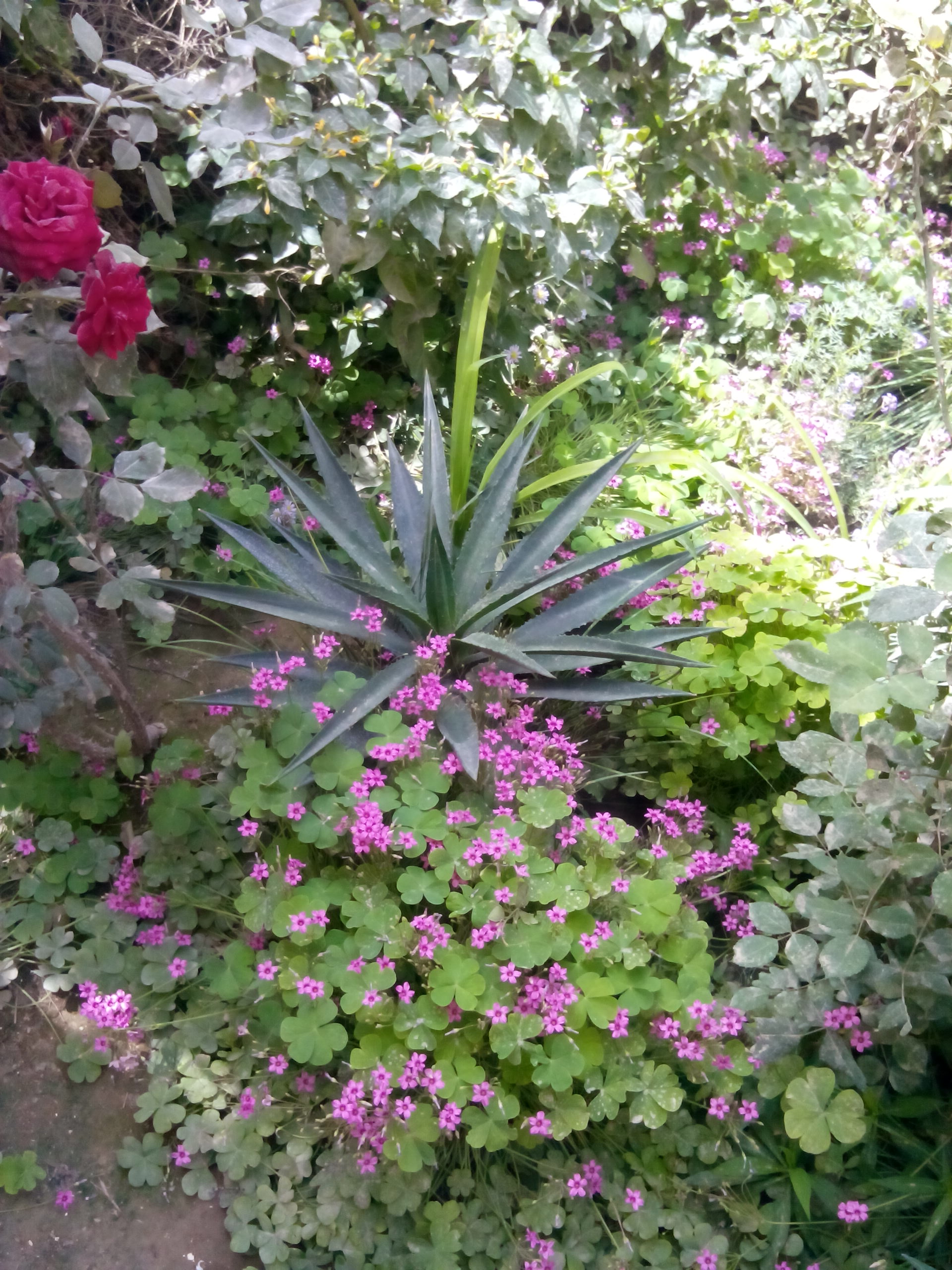
حديقة صغيرة

تتضمن الحديقة عدة عناصر تنقسم إلى:

### الظروف الطبيعية و المواد المستخدمة
- التربة.
- الصخور.
- الضوء.
- الرياح.
- المياه سواءً من الأمطار أو من مصدر آخر.
- الهواء.
- التلوث.
- القرب من المحيط (الملوحة).
- المواد النباتية.

### عناصر البناء
- مسارات المشي داخل الحديقة.
- برك مياه ، و الحديقة المائية ، أو العناصر الأخرى المرتبطة بالمياه مثل نظام الصرف.
- الشرفات و الباحات.
- الإضاءة.
- المنحوتات.
- المباني مثل شرفات المراقبة.

## وصلات خارجية
- موسوعة الحدائق نسخة محفوظة 20 أكتوبر 2012 على موقع واي باك مشين.
- أقدم حدائق النبات وحدائق الحيوان من مجلة العلوم الأمريكية - النسخة العربية